# Cappella della Madonna del Salto
La cappella della Madonna del Salto è un luogo di culto cattolico situato nella frazione di San Giovanni, in località Salto, nel comune di Stella in provincia di Savona. La cappella è situato lungo la strada provinciale 334 del Sassello, in prossimità dell'incrocio per Varazze.

## Storia e descrizione
In origine la cappella era dedicata a san Rocco, la cui festa vi si celebra ancora oggi. La prima costruzione risale al 1640 circa e fu ricostruita nelle forme attuali nel 1874.
Secondo la leggenda un cavaliere che passava lungo la strada che fiancheggia la chiesetta, cadde nel dirupo sottostante e invocata la Vergine riuscì illeso dall'incidente, da qui il cambio di dedicazione da san Rocco a Madonna del Salto.
L'edificio è di medie dimensioni, a pianta circolare con apertura centrale nella cupola. In facciata presenta un pronao sorretto da quattro colonne tufacee.